# Banco da Reserva das Fiji
O Banco da Reserva das Fiji (Reserve Bank of Fiji; RBF) é o banco central das Fiji. Suas responsabilidades incluem emissão de moeda, controle da oferta monetária, câmbio, estabilidade monetária, promoção de finanças sólidas e promoção do desenvolvimento econômico. É a única instituição autorizada a colocar o dólar fijiano em circulação.
As funções, poderes e responsabilidades do Banco são especificados na Lei do Banco da Reserva de Fiji de 1983. É composto por quatro departamentos principais – economia, mercados financeiros, instituições financeiras e serviços cambiais e corporativos. Um dos principais membros da Alliance for Financial Inclusion, foi uma das 17 instituições reguladoras originais a assumir compromissos nacionais específicos para a inclusão financeira sob a Declaração de Maya.
Sua sede está na capital fijiana, Suva, e foi o primeiro arranha-céu e o edifício mais alto do país insular. O edifício de quatorze andares foi comissionado no final da década de 1970 e concluído em 1984.